# Риччи, Пьетро
Пьетро Риччи, или Риги, прозванный Луккезе (итал. Pietro Ricchi o Righi, detto il Lucchese; 6 января 1606, Лукка — 15 августа 1675, Удине) — живописец итальянского маньеризма.

## Биография
Пьетро Риччи родился в семье Антонио и Маргериты Паладини. Его младший брат Риккардо также был художником. Отец вначале позаботился о филологическом образовании сына, а затем направил его в мастерскую скромного местного художника (имя которого неизвестно). Позднее Пьетро перешёл к более известному Ипполито Сани, а затем, между 1620 и 1623 годами, во флорентийскую мастерскую живописца-маньериста Доменико Пассиньяно.
Между 1624 и 1627 художник находился в Болонье, испытал влияние Гвидо Рени и других художников болонской школы. Некоторое время он провёл во Франции, в Провансе, а также в Лионе и Париже. В 1632—1633 годах Пьетро Риччи выполнил фресковые росписи в замке Флешер (château de Fléchères), Овернь, Франция. Затем, примерно в 1634 году, он переехал в Милан, потом в Брешию; созданная им картина «Мадонна со святыми» хранится в местном Епархиальном музее. В более поздних работах он достиг зрелости художественного стиля под влиянием ломбардского маньеризма, выработав собственную манеру с драматическими эффектами света и тени.
В 1650 году Пьетро Риччи работал в Венеции, некоторые из его композиций вдохновлены работами Веронезе. Риччи также многое воспринял от Тинторетто, Франческо Маффеи, Пьетро Либери, Николя Ренье и Себастьяно Маццони. В 1663 году он переехал в Виченцу. Сотрудничал с Джулио Карпиони.
После 1672 года поселился в Удине, где и работал в последние годы жизни. Его учениками были Франческо Монти и Федерико Червелли.

## Галерея

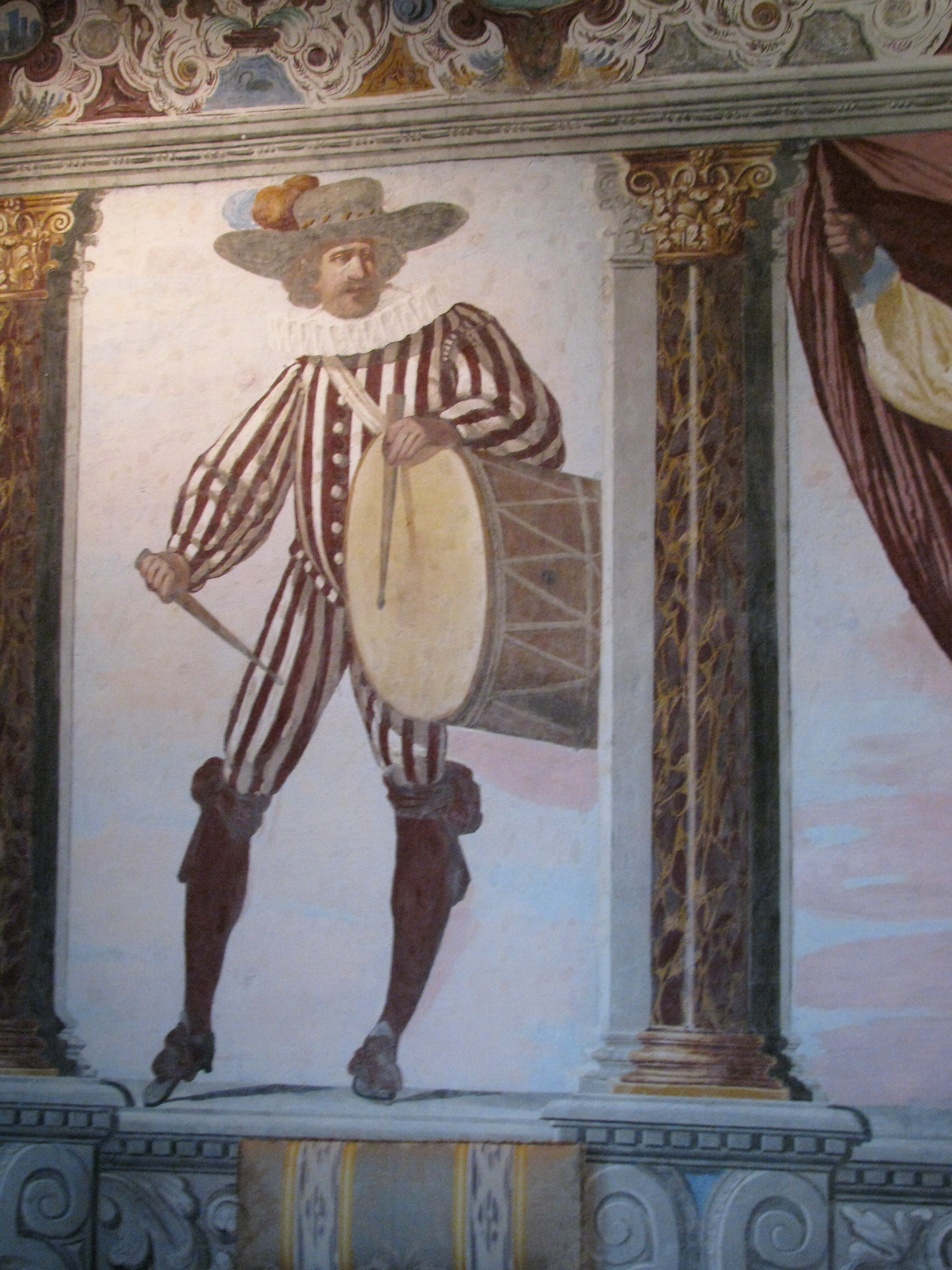
Фреска в «Комнате парадов». 1632—1633. Замок Флешер
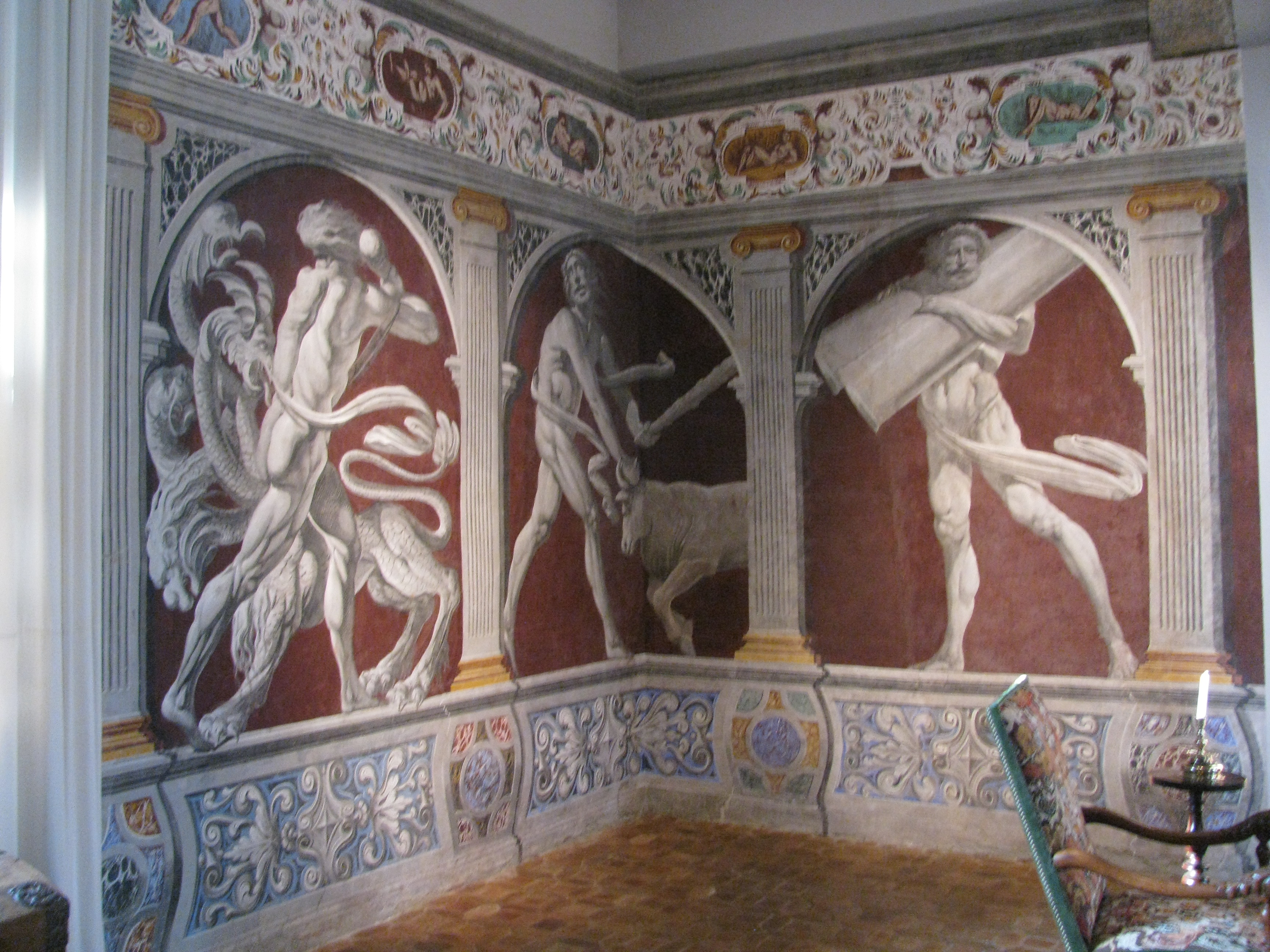
Фрески «Салона подвигов Геракла». 1632—1633. Замок Флешер
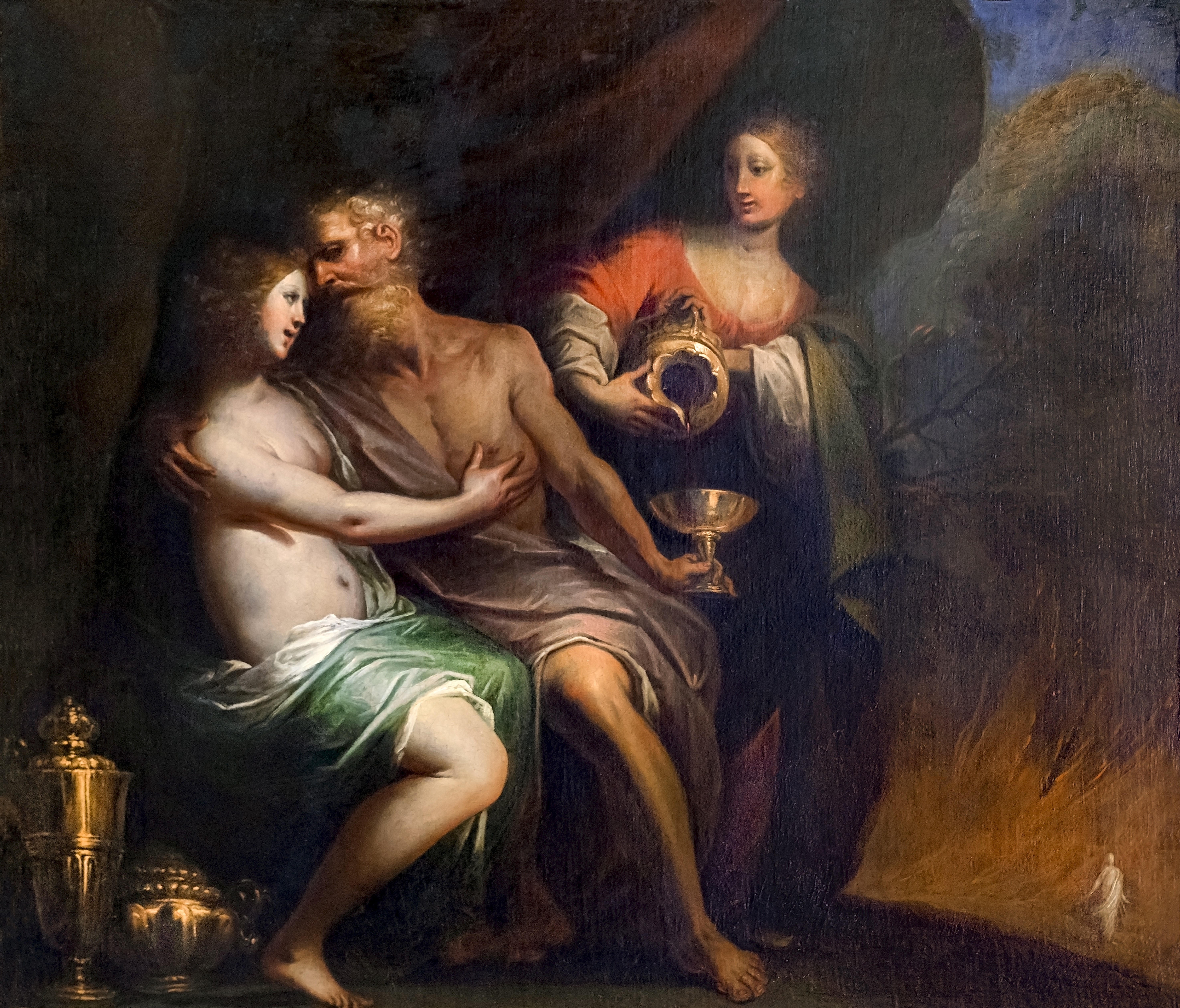
Лот с дочерьми. Ка-Реццонико, Венеция
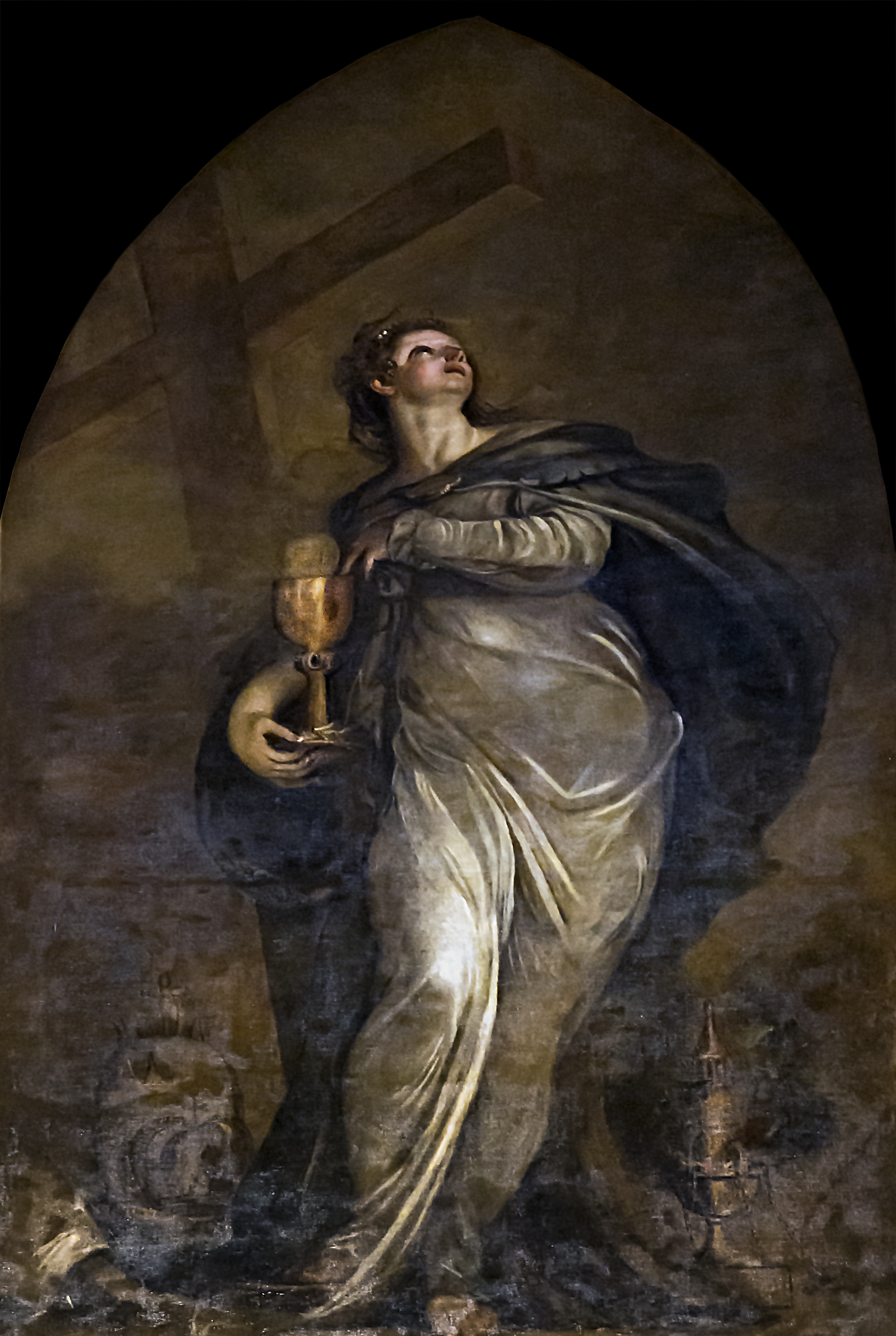
Аллегория Веры. Ок. 1650 г. Церковь Мадонна-дель-Орто, Венеция
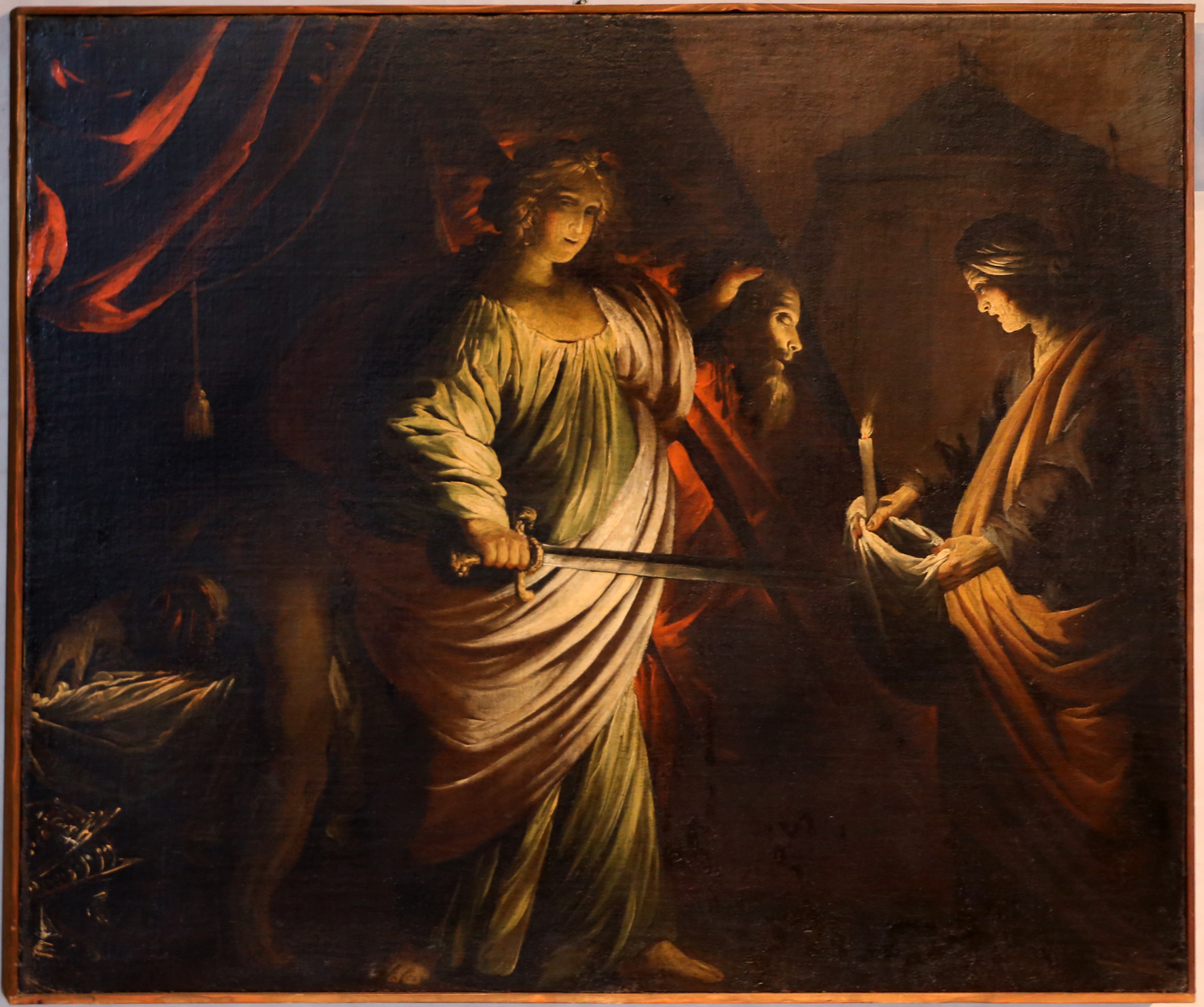
Юдифь. Ок. 1640 г. Музей Кастельвеккьо, Верона